# Герб Нормандії
Герб Нормандії — герб регіонів на півночі Франції.

## Історія
Традиційний провінційний прапор, синій, з двома левами, що стоять поруч, використовується в обох колишніх регіонах Франції: Нижній Нормандії та Верхній Нормандії. Він заснований на дизайні герба, який середньовічні герольди приписували Вільгельму Завойовнику, зрештою, пов'язаному з гербом Анжуйського дому ХІІ століття.
Червоний прапор з двома леопардами нормандською мовою називають les p'tits cats — «маленькі коти». Але він може мати й інші назви. Також можна побачити версію з трьома леопардами (відому нормандською мовою як les treis cats, «три коти»), яка базується на гербі Річарда I Англійського. Герб De gueules aux deux léopards d'or, armés et lampassés d'azur, passant l'un sur l'autre (Два золоті леопарди з синім озброєнням, що йдуть) був описаний Жаком Мержі в 1941 році.
У 1939 році Жан Адігард де Готрі створив прапор Святого Олафа, скандинавський хрестовий прапор, натхненний Папським хрестом, який носив на своєму штандарті Вільгельм Завойовник. У 1970-х роках цей прапор прийняв Нормандський рух і він неофіційно використовується деякими асоціаціями та окремими особами, особливо тими, хто цікавиться вікінгським походженням норманів, хоча нормани також мають кельтське (белги і галли) і континентально-германське (франки) походження. Іноді можна побачити прапор, що поєднує Святого Олафа і котів П'тіта, який називається Croix de Falaise (хрест Фалеза).

Герб, що приписується Вільгельму Завойовнику (1066-1087).
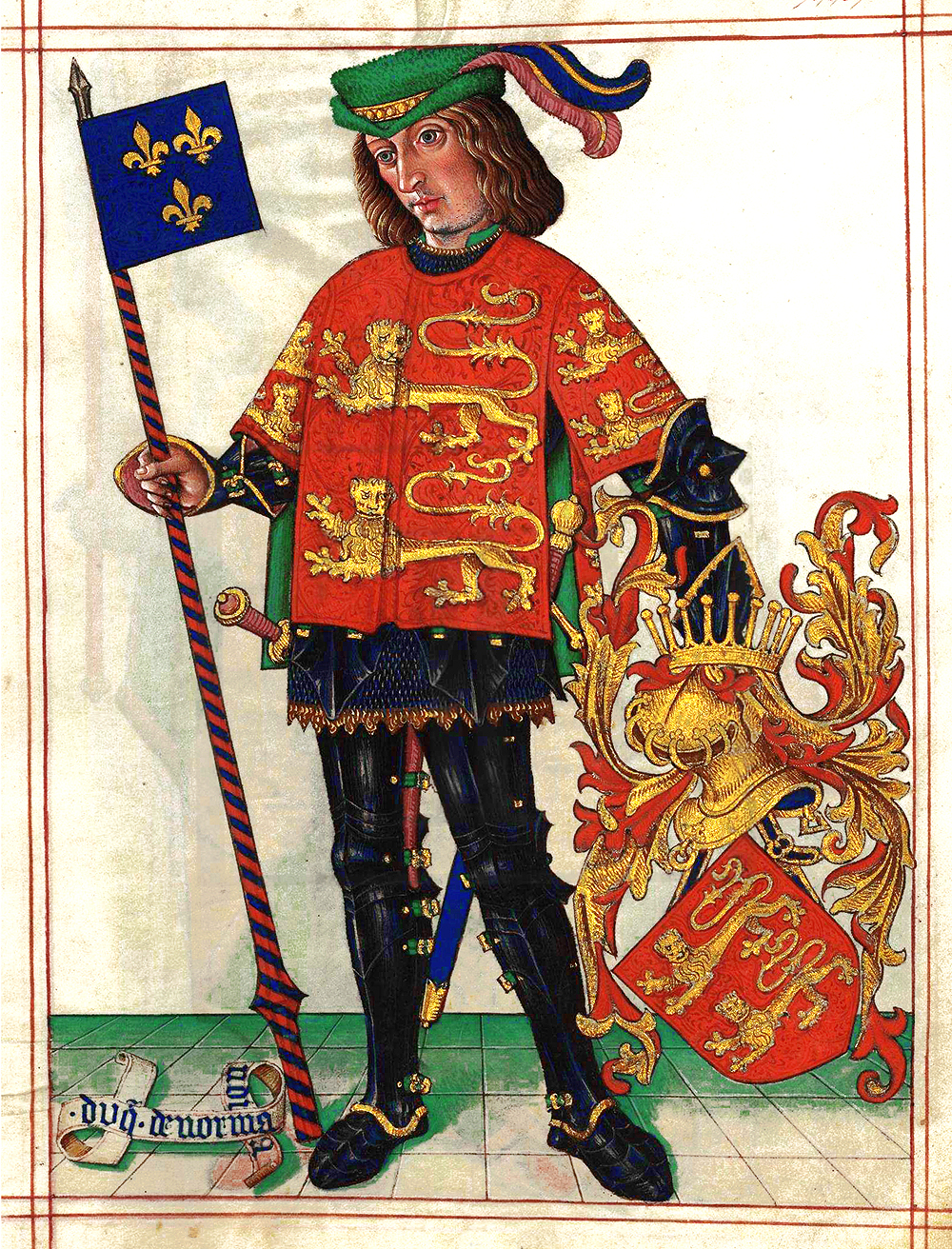
Герцог Нормандський (1509)
Прапор двох леопардів
Прапор трьох леопардів
Норманський хрест
Норманський хрест і леопарди

## Нормандські острови
Три леопарди використовуються деякими асоціаціями та окремими особами, особливо тими, хто підтримує возз'єднання регіонів. Джерсі і Гернсі використовують трьох леопардів у своїх національних символах.

Герб Гернсі
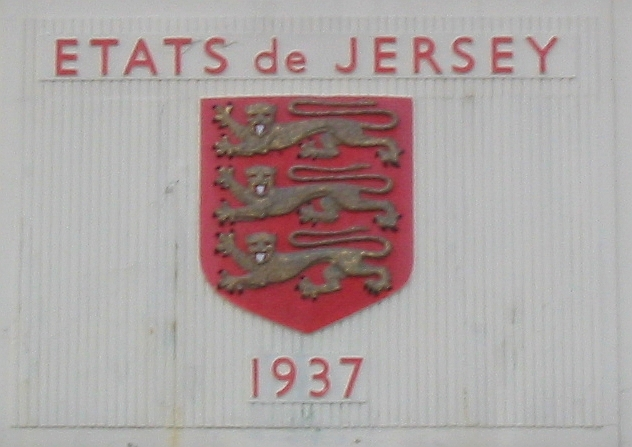
Герб Джерсі
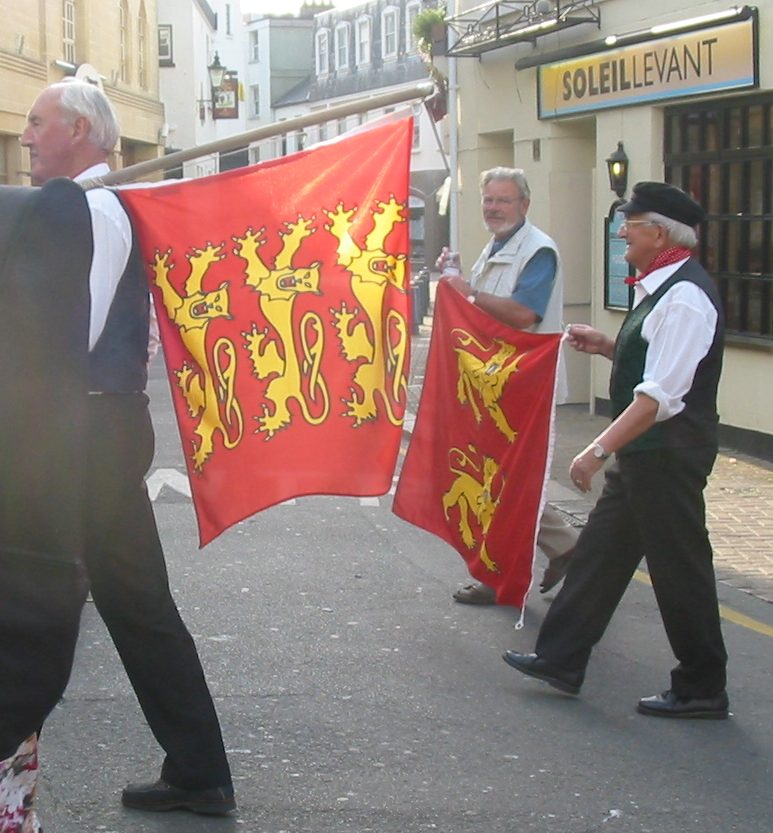
Прапори з двома та трьома леопардами на фестивалі в Джерсі.
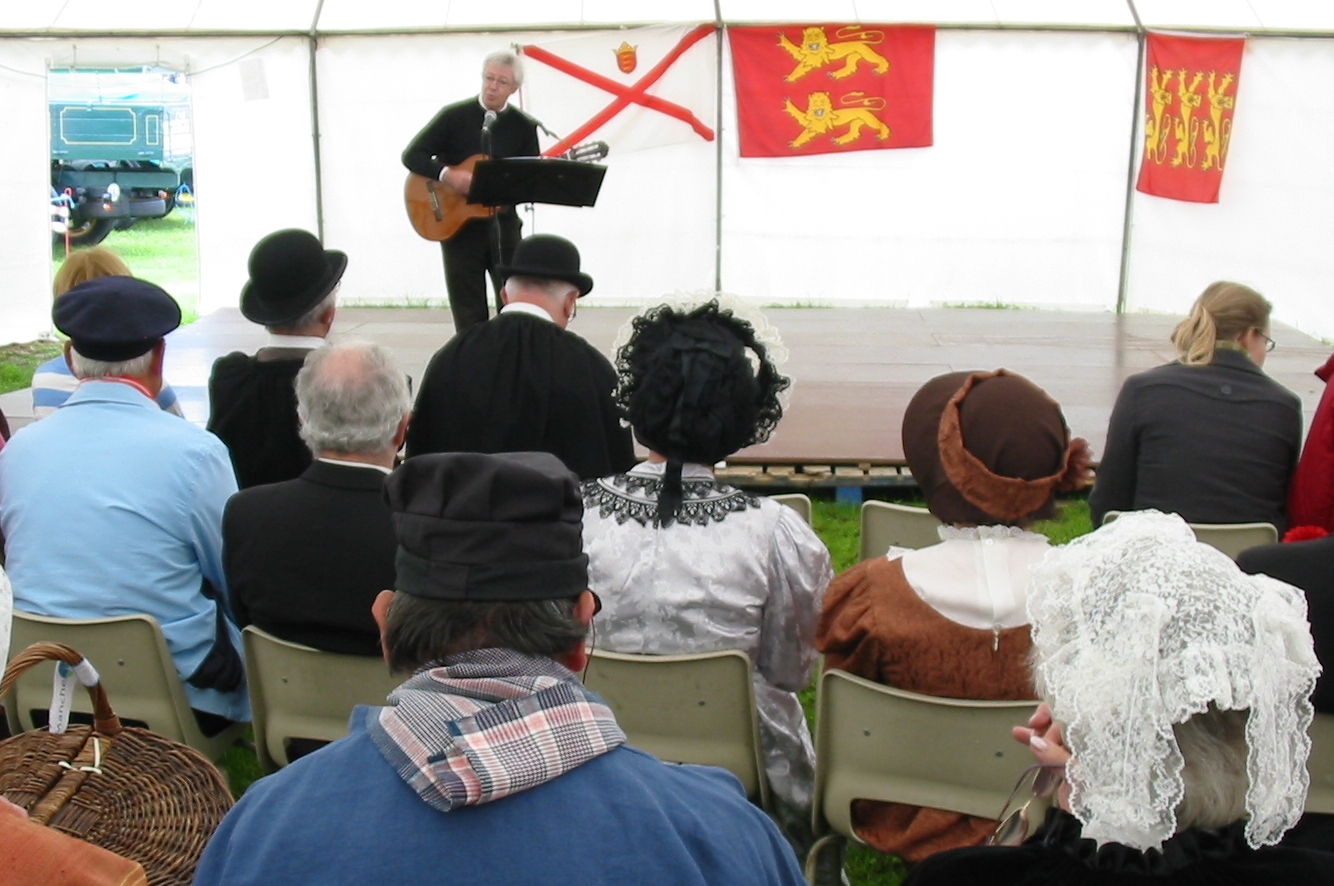
Прапори з двома і трьома леопардами на концерті норманської музики.
«Двухлеопардовий» прапор острова Сарк

## Ірландія
Нормандські символи також можна побачити в Ірландії через вплив англо-нормандських шляхетських родин, які оселилися в Ірландії в ХІІ-ХІІІ століттях, після нормандського вторгнення в Ірландію.

Герб графства Карлоу
Герб Портлауаза із зображенням двох левів і двох геральдичних лілій